# Ménil-Erreux
Ménil-Erreux é uma comuna francesa na região administrativa da Normandia, no departamento Orne. Estende-se por uma área de 11,16 km². Em 2010 a comuna tinha 220 habitantes (densidade: 19,7 hab./km²).